# Mariana Victoria av Spanien
Mariana Victoria av Spanien, född 1718, död 1781, var en portugisisk drottning, gift med kung Josef I av Portugal. Dotter till Filip V av Spanien och Elisabet Farnese. Hon fungerade som ställföreträdande regent i Portugal under år 1758, samt från 1776 till 1777, då hennes make var sjuk. 

## Biografi

### Frankrike
Mariana blev 1721, vid tre års ålder, förlovad med Ludvig XV av Frankrike som ett led i en fredsallians mellan Spanien och Frankrike. Äktenskapet arrangerades av Frankrikes regent hertig Filip av Orléans, och hans två döttrar trolovades samtidigt med Marianas två bröder. Flickorna utväxlades vid fransk-spanska gränsen 1721. Mariana anlände till Paris 2 mars 1721, där hon firades med stora festligheter, och uppfostrades sedan till drottning vid det franska hovet i Louvren under överinseende av Marie Anne de Bourbon. Det var meningen att det formella bröllopet skulle äga rum när hon fyllde tolv år. 
Hon blev populär vid hovet, där hon kallades l'infante Reine, barnadrottningen, och beskrivs som bedårande söt och kvick. Hon var också kär i sin trolovade, som dock undvek henne för det mesta. Äktenskapet hade arrangerats av hertigen av Orléans, som 1723 hade ersatts av hertigen av Bourbon. Efter att kungen hade blivit myndig ansågs Marianas ålder vara ett allt större problem, då det uppfattades som bråttom att lösa tronföljdsfrågan och Mariana inte skulle vara gammal nog att ens gifta sig förrän tidigast 1730 och inte börja föda barn förrän flera år efter det. 
I februari 1725 bröts därför avtalet av Frankrike, och Mariana skickades tillbaka till sitt hemland. Avtalsbrottet sågs som en svår förolämpning av Spanien, som då i stället slöt en allians med Österrike och prins Carlos förlovning med dottern till hertigen av Orleans, Mademoiselle de Beaujolais, som var i Madrid, och skickade hem henne till Frankrike.

### Kronprinsessa
År 1727 trolovades hon med Portugals tronföljare Josef, vars syster samma år hade trolovats med Marianas bror. Under den två år långa förlovningstiden föreslogs hon en tid som brud åt Peter II av Ryssland. 
Alliansen fullbordades med äktenskapet 19 januari 1729, då hennes bror samtidigt gifte sig med Josefs syster Barbara. De två paren utväxlades vid gränsen, varefter de fortsatte till respektive bröllop, som i Marianas och Josefs fall ägde rum i Elvas. 
Äktenskapet beskrivs som lyckligt. Paret delade intresse för jakt, italiensk opera och katolicism, även om Mariana plågades av Josefs otrohet.  Mariana och Josef fick fyra döttrar men ingen överlevande son. Portugal tillät kvinnlig tronföljd och deras äldsta dotter Maria blev därför tronarvinge, men en kvinnlig monark riskerade alltid att få sina rättigheter ifrågasatt av manliga släktingar. Mariana stödde därför planen att gifta bort dottern med hennes farbror prins Peter, för att undvika att han gjorde anspråk på tronen. Hon kom inte överens med sin svärmor, som försökte dominera henne med hjälp av den tyska hovetikett hon hade infört. När hennes svärfar insjuknade år 1742 och hennes svärmor blev ställföreträdande regent, kom Mariana i konflikt med sin svärmor över sin dotters äktenskap. Hennes svärmor stödde sin ambitionen hos sin favorit Sebastião José de Carvalho e Melo, markisen av Pombal, som ville gifta bort sin dotter med prins Peter. 

### Drottning och regent
År 1750 besteg Josef tronen. Hennes make var liksom sin far politiskt passiv och överlät mycket inflytande både på sin hustru och andra personer, medan han ägnade sig åt nöjen och kärleksaffärer. Han överlämnade den mest av sin makt åt Sebastião José de Carvalho e Melo, markisen av Pombal, som minskade kyrkans och monarkins makt genom sin upplysningspolitik med stöd av änkedrottningen. Mariana ogillade Pombal och hans politik men förhöll sig vanligen politiskt passiv, utom när det gällde att försvara sin dotter tronarvingens intressen. Hon föredrog istället att liksom sin make ägna sig åt sitt nöjesliv och jaga, se på opera och teater och samla konst. Hennes mor, Spaniens de facto regent, önskade att Mariana skulle ingripa i politiken till förmån för Spanien och nackdel för Portugal bland annat i fråga om gränstvister i Latinamerika, men Mariana hade inte stora utsikter att lyckas och visade dessutom bristande entusiasm för uppdraget då hon knappt hade tnågon större lojalitet mot Spanien, där hon aldrig hade tillbringat så mycket tid. 
Efter Jordbävningen i Lissabon 1755 vägrade maken att bo i hus och flyttade ut hela hovet i ett påkostat tältläger i Ajuda. År 1758 ledde spänningen mellan de olika politiska partierna vid hovet för och mot Pombal att kungen drabbades av ett attentat, vilket ledde till att adelsfamiljen Tavora, centralfigurer i den adliga oppositionen mot Pombal, dömdes till döden. Attentatet misslyckades men kungen blev chockad och var efter det så sjuk att Mariana utsågs till ställföreträdande regent under hans sjukdom. Som regent hamnade hon genast i kollisionskurs med Pombal, som hade försämrat relationen med både Spanien, som var invecklad i flera gränstvister med Portugal, och Påvestaten. Hennes regentskap varade inte länge. Tillsammans med sin dotter åstadkom hon en benådning av Tavorafamiljens barn och de flesta av dess kvinnliga medlemmar. 
Den 12 november 1776 drabbades Josef I av en stroke och Mariana blev Portugals ställföreträdande regent fram till att maken avled och efterträddes av deras dotter 24 februari 1777. Hon kunde inte avsätta Pombal men hon förvägrade honom tillgång till monarken och kunde därför de facto avsätta honom från allt inflytande över regeringen. Hon lät återkalla hans reformer och iscensatte en konservativ reaktionspolitik som fortsatte efter hennes dotters trontillträde. 

### Änkedrottning
Då Josef dog och dottern Maria I av Portugal blev monark 1777 frånträdde hon sin position som regent. Mariana fungerade som dotterns rådgivare, och samma år dottern blev regent avlägsnades Pombal formellt från makten. Hon uppmanade också sin dotter att fängsla Pombal. 
1777 gjorde hon ett besök i Spanien, där hon arrangerade en äktenskapsallians mellan sin dotterdotter och brorson, och mellan sin dotterson och sin brors sondotter. Hon undertecknade med Spanien, på sin dotters vägnar, San Ildefonso-fördraget (1 oktober 1777), som ratificerades kort därefter i El Escorial och som ledde till ett vänskaps- och handelsavtal i El-fördraget Pardo (24 mars 1778).
Under besöket drabbades hon av dålig hälsa och tvingades använda rullstol. Då hon återvände 1778 led hon av reumatism och hjärtbesvär. 